# Love Monster
Love Monster es el álbum de estudio debut de la cantante y compositora australiana Amy Shark. Fue publicado el 13 de julio de 2018 por el sello discográfico Sony Music Entertainment.

## Lista de canciones
| N.º | Título                               | Producer(s) | Duración |  |
| 1.  | «I Got You»                          | Dann Hume   | 2:58     |  |
| 2.  | «Adore»                              | M-Phazes    | 3:05     |  |
| 3.  | «All Loved Up»                       | Antonoff    | 3:30     |  |
| 4.  | «I Said Hi»                          | Hume        | 2:48     |  |
| 5.  | «The Idiot»                          | Hume        | 3:17     |  |
| 6.  | «Never Coming Back»                  | Little      | 3:13     |  |
| 7.  | «Leave Us Alone»                     | Edwin White | 3:31     |  |
| 8.  | «Psycho» (con Mark Hoppus)           | Hoppus      | 3:26     |  |
| 9.  | «Don't Turn Around»                  | Hume        | 3:05     |  |
| 10. | «Middle of the Night»                | Hume        | 3:38     |  |
| 11. | «Mess Her Up»                        | Hume        | 3:28     |  |
| 12. | «The Slow Song»                      | Hume        | 2:52     |  |
| 13. | «I'm a Liar»                         | Hume        | 3:24     |  |
| 14. | «You Think I Think I Sound Like God» | Hume        | 4:55     |  |